# اورلوفکا (شهرستان کنستانتینوفسکی، استان آمور)
اورلوفکا (به لاتین: Orlovka) یک منطقهٔ مسکونی در روسیه است که در استان آمور واقع شده‌است.